# Жоффруа I (граф Гатине)
Жоффруа I (фр. Geoffroy Ier du Gâtinais; умер после 991) — сеньор де Шато-Ландон, граф Гатине в 979 — 991 годах.

## Биография

### Происхождение
В современных ему источниках происхождение Жоффруа I никак не отражено и не упомянуто, каким образом он получил свои владения. Историк Эдуард де Сен-Фаль считал, что Жоффруа получил Гатине как приданое жены, Беатрис де Макон, обосновывая это тем, что её двое детей от разных браков последовательно наследовали друг другу в графстве. Непосредственного преемника Жоффруа в Гатине, графа Готье, Сен-Фаль идентифицировал с Готье I, графом Вексена, Амьена и Валуа, считая его вторым мужем Беатрис де Макон. Однако идентифицировать происхождение Жоффруа Сен-Фаль не смог, отмечая, что имя Жоффруа в то время было распространено во многих знатных родах.
Несогласие с тем, что именно Беатрис была наследницей Гатине высказал историк Кристиан Сеттипани, указав, что брак между Готье I, графом Вексена, и Беатрис де Макон не упоминается ни в каких источниках. Кроме того нет никакого подтверждения, что аргумент, согласно которому если дети происходят от разных браков матери и наследуют какое-то владение один за другим, то это владение им досталось именно от матери, может использоваться в X веке. В результате Сеттипани выдвинул свою теорию, в которой постарался учесть недостатки теории Эдуарда де Сен-Фаля. Согласно ей Готье I Вексенский мог унаследовать владения виконтов Орлеана благодаря браку с Адель, вероятной дочерью графа Анжу Фулька II и Герберги, которая, согласно Сеттипани, могла быть дочерью Жоффруа Орлеанского. После угасания рода виконтов Орлеана их владения перешли к Готье. Жоффруа же Сеттипани отождествил с одноимённым сыном Готье, единственным из его сыновей, о владениях которого в источниках ничего не говорится.

### Правление
Неизвестно, когда именно Жоффруа унаследовал Гатине. Установлено, что он был вассалом графов де Блуа. Впервые Жоффруа упоминается как свидетель в одном из актов короля Франции Людовика V, данном 9 июня 979 года в Компьене. До 985/987 года Жоффруа был одним из свидетелей акта о дарении аббатству Сен-Пьер де Шартр вассалом графа Блуа Эда I Тедуином, причём его подпись стоит сразу после графа Эда, что говорит о значимости Жоффруа среди других вассалов Эда.
Согласно акту 1028 года, подписанному сыном Жоффруа Обри Горбатым, Жоффруа вмешался в войну между Бушаром I, графом Вандома, Мелюна и Корбея, и Эда I де Блуа на стороне Бушара, получив в качестве вознаграждения фьевы Боэс и Эшиллез. Раньше считалось, что эта война происходила в 999 году, однако в настоящее время считается, что она была в 991 году. Это последнее упоминание о Жоффруа. В 997 году аббат Эббон из монастыря Сен-Бенуа на Луаре в письме, направленном папе римскому Григорию V, жаловался на племянника графа Гатине по имени Готье, который опустошал регион, прося отлучить его от церкви. Готье был, скорее всего, преемником Жоффруа в Гаттине, поскольку его собственный сын был в момент смерти отца ещё малолетним.

### Брак и дети
Жена: до 975 года — Беатрис де Макон, дочь графа Макона Обри II. Сын:
- Обри Горбатый (ок. 985 — ок. 1030), граф Гатине

Кроме того, исследователи приписывают Жоффруа ещё нескольких детей:
- Жоффруа (ок. 980—997)[1]
- дочь; муж: граф Макона Ги I (975/980 — ок. 1004)[2]
- Эд, виконт де Шамон-ан-Вексен[3]